# Andrea Colamedici
Andrea Colamedici   (Roma, 12 de gener de 1987) és un assagista i editor italià actiu sobretot en l'àmbit de la difusió cultural. És conegut per ser l'autor, sota el pseudònim de Jianwei Xun, del llibre Hypnocracy, escrit en diàleg amb la intel·ligència artificial com a «experiment filosòfic».

## Trajectòria
Interessat en les aplicacions de IA, va fer una conferència TED a Roma el 2023 sobre les conseqüències ètiques d'aquestes eines com el ChatGPT i una altra a Barletta el 2022 sobre la relació entre l'art i la IA.
És el director filosòfic del Festival del Pensare Contemporaneo de Piacenza i del Carnaval de Putignano, és també el creador de la Festa della Filosofia a la Triennal de Milà i de Prendiamola con Filosofia, una marató de divulgació cultural creada a petició del ministeri de salut italià. És autor de diversos pòdcasts i de Scuola di Filosofie, una col·lecció de monografies sobre la història de la filosofia del segle xx.